# Bella Vista (Maldonado)
|  | No s'ha de confondre amb Bella Vista (Montevideo). |

Bella Vista és un balneari del sud-est de l'Uruguai, ubicat al departament de Maldonado. Es troba sobre la costa del Riu de la Plata, sobre la ruta 10, 2,5 km al sud de l'encreuament amb la Ruta Interbalneària. Limita amb el balneari de Solís a l'oest i amb Las Flores a l'est.

## Població
Segons les dades del cens de 2004, Bella Vista tenia una població aproximada de 303 habitants i un total de 437 habitatges.
| Any  | Població |
| ---- | -------- |
| 1963 | 79       |
| 1975 | 102      |
| 1985 | 112      |
| 1996 | 141      |
| 2004 | 145/303  |
| 2011 | 141      |